# Dundas (metro de Toronto)
Dundas es una estación de la línea 1 Yonge-University del metro de Toronto, situada en la intersección de las calles Dundas y Yonge. Es una de las estaciones más concurridas del sistema de metro de la ciudad.

## Historia
La estación Dundas se inauguró en 1954 como parte del tramo original de la línea 1 Yonge–University. La dirección original, 300 Yonge Street, todavía se usa comúnmente en los mapas de la TTC.
El 27 de septiembre de 1997, Charlene Minkowski, de 23 años, murió cuando Herbert Cheoung, un esquizofrénico diagnosticado, la empujó a las vías cuando se aproximaba un tren. Cheoung fue condenado a al menos 15 años de prisión antes de poder optar a la libertad condicional.
Después de una reforma en 2002, la estación es accesible para minusválidos a través de ascensores.

## Arquitectura y arte
La estación alberga la obra Cross Section, del artista canadiense William McElcheran, ubicada en la entrada noroeste y a lo largo del pasadizo debajo de la plataforma. Representa una escena urbana con viandantes, mascotas, compradores, hombres de negocios y viajeros. La pieza fue creada con terracota y cocida en baldosas.